# Contoocook River Railroad
Die Contoocook River Railroad, kurz CRR, ist eine ehemalige Eisenbahngesellschaft in New Hampshire (Vereinigte Staaten). Sie wurde am 24. Juni 1848 zunächst als Contoocook Valley Railroad gegründet und baute eine normalspurige Eisenbahnstrecke von Contoocook nach Hillsboro, die im Dezember 1849 eröffnet werden konnte. Die 23,6 Kilometer lange Strecke zweigte in Contoocook von der 1849/50 eröffneten Concord and Claremont Railroad ab. Die südliche Fortsetzung dieser Strecke in Richtung Massachusetts wurde später durch die Peterborough and Hillsborough Railroad ausgeführt.
Am 1. Oktober 1857 erfolgte die Umgründung in Contoocook River Railroad. Die Bahngesellschaft fusionierte am 31. Oktober 1873 mit der Merrimac and Connecticut Rivers Railroad, die die alte Concord&Claremont übernommen hatte, und der Sugar River Railroad zu einer neuen Concord and Claremont Railroad. 1884 pachtete die Boston and Lowell Railroad die Bahn, gefolgt von der Boston and Maine Railroad 1890. Die Strecke ist heute nicht mehr in Betrieb.